# Walker Percy
Walker Percy (ur. 28 maja 1916 w Birmingham, zm. 10 maja 1990 w Covington) – amerykański pisarz z Południa interesujący się filozofią i semiotyką. Najbardziej znany jest ze swoich powieści filozoficznych, z których pierwsza, The Moviegoer (1961, Kinoman, wyd. polskie 2007), zdobyła National Book Award w dziedzinie fikcji literackiej. Łączył egzystencjalizm z południowym typem wrażliwości i głębokim katolicyzmem.
The Moviegoer, powieść, z którą jest kojarzony, to historia młodego maklera giełdowego, weterana z Korei, poszukującego sensu życia.
W Polsce wydano też powieść Miłość w ruinach (Love in the Ruins, 1971).